# Ghetto Siedlce

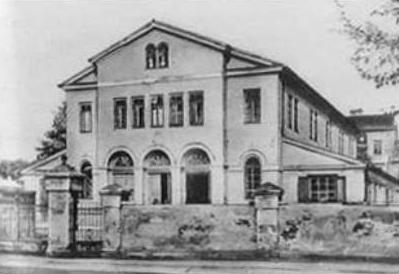
Synagoge von Siedlce (20. Jahrhundert)

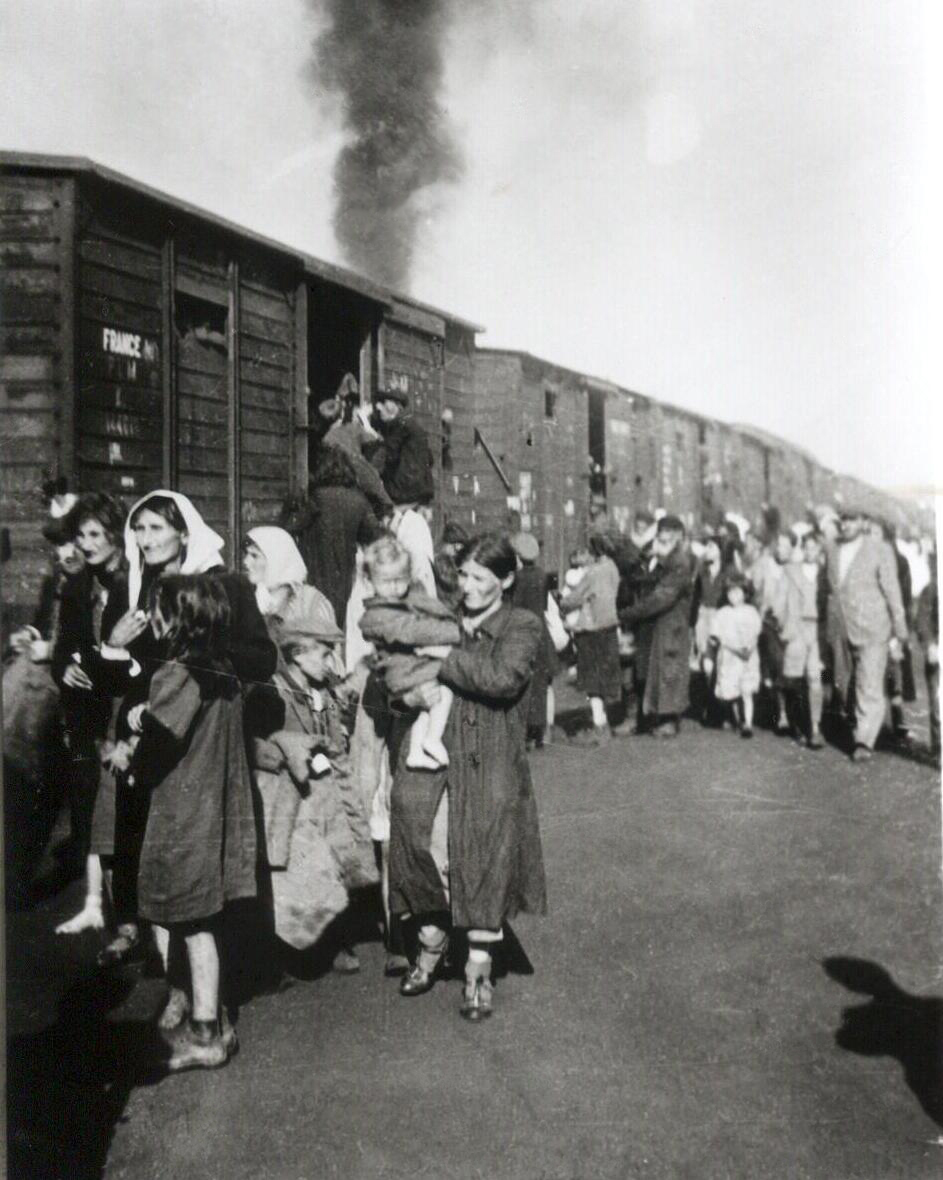
Deportation von Juden ins Vernichtungslager Treblinka (1942)

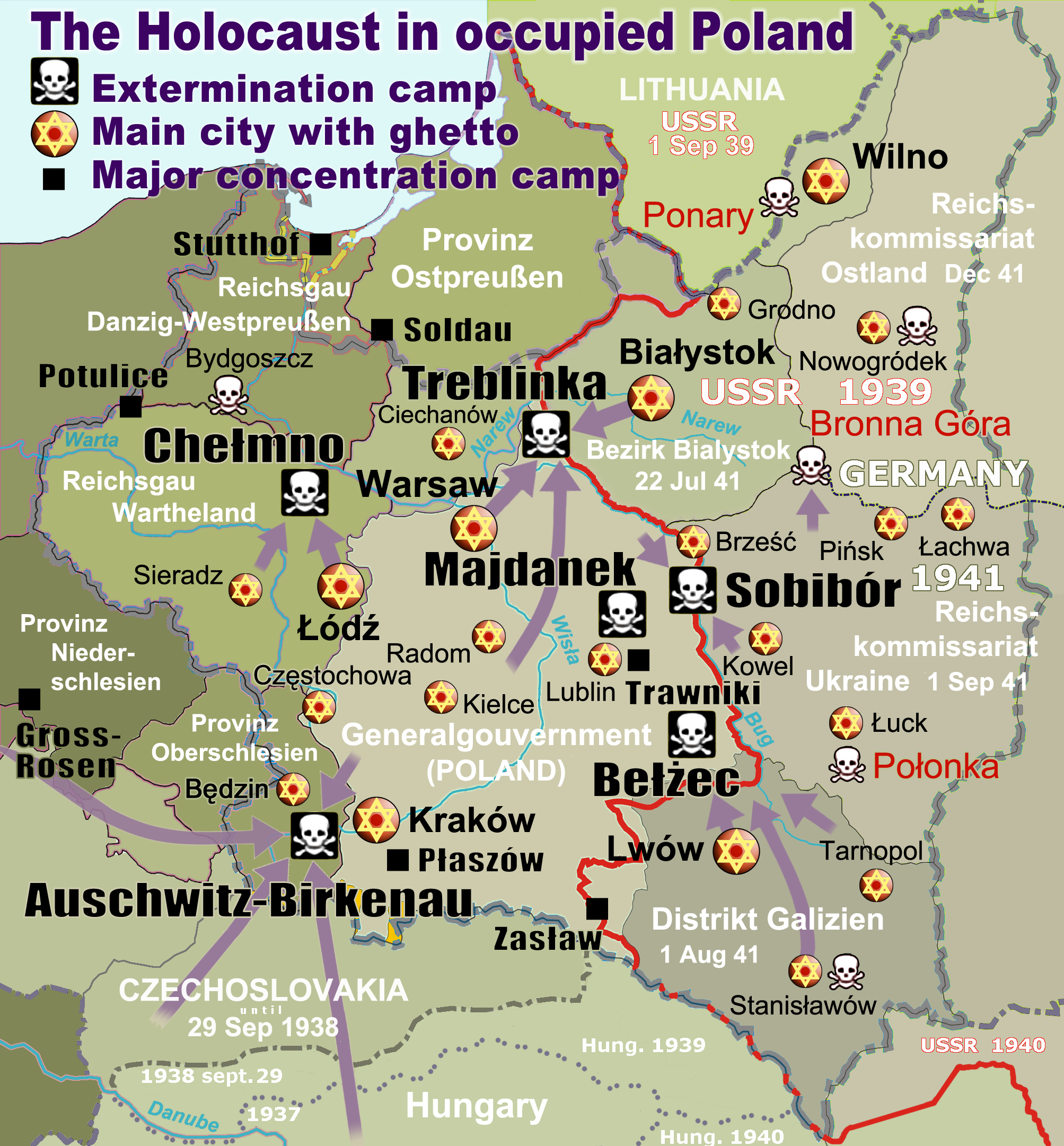
Karte des Holocaust im besetzten Polen

Das Ghetto Siedlce war ein während der deutschen Besetzung Polens eingerichtetes Ghetto in Siedlce, im Distrikt Warschau des Generalgouvernements. Die Ghettos zur Zeit des Nationalsozialismus waren Teil des Systems der Konzentrationslager. Siedlce wurde nach dem Beginn des Zweiten Weltkrieges am 10. Oktober 1939 von der Wehrmacht besetzt. In Siedlce lebten ca. 15.000 Menschen; etwa die Hälfte der Bevölkerung war jüdisch.
Das Ghetto Siedlce wurde am 15. November 1939 errichtet; allerdings war der umzäunte Wohnbezirk noch Ende 1941 nicht bewacht. In einem abgetrennten Gebäudekomplex wurden 1941 Roma, die im Zuge der Mai-Deportation 1940 ins Generalgouvernement deportiert worden waren, festgehalten. Juden wie Roma mussten in der Stadt und außerhalb Zwangsarbeit leisten. Eine zweite Deportation von Roma – aus dem Kreis Siedlce – ins große Ghetto geschah im Juni 1942. Beginnend am 19. August 1942 wurden etwa 10.000 Juden aus Siedlce in das Vernichtungslager Treblinka deportiert. Dabei kam es auch zu Tötungen von Roma. Die restlichen Roma wurden in das etwas außerhalb der Stadt gelegene kleine Ghetto verbracht. Im September 1942 kam es wiederum zu, wie zeitgenössische deutsche Quellen berichten, „Greueltaten“ eines deutschen „Sonderkommandos“ in der Kreisstadt. Während der Aktion Zamość, also des Germanisierungs- bzw. „Umvolkungsversuchs“ im Kontext des Generalplans Ost, wurde Siedlce als „Rentendorf“ Unterbringungsstation für 350 zwangsausgesiedelte Familien aus dem Distrikt Lublin, die Volksdeutschen Platz zu machen hatten.